# Songs We Sing
Songs We Sing é o álbum de estreia do cantor e compositor Matt Costa. Foi lançado originalmente em 26 de julho de 2005 e relançado em 28 de março de 2006 pela Brushfire.

## Lançamento Independente (2005)
O álbum foi lançado independentemente pela em 2005 e tinha um tracklist diferente da versão que seria lançada meses depois, pela Brushfire. As faixas que compunham a primeira versão eram:
1. "Yellow Taxi" - 3:41
2. "Astair" - 2:57
3. "Oh Dear" - 2:13
4. "Cold December" - 4:19
5. "Desire's Only Fling" - 2:54
6. "Sweet Rose" - 2:45
7. "Songs We Sing" - 3:12
8. "Sunshine" - 2:24
9. "Whiskey & Wine" - 2:49
10. "Shimmering Fields" - 2:19
11. "Behind the Moon" - 3:35
12. "Wash Away" - 3:54

## Lançamento pela Brusfire (2006)
A versão de 2006 continha músicas não lançadas na anterior, como These Arms, I Tried, Ballad of Miss Kate e Sweet Thursday. O trakclist oficial foi:
1. "Cold December" - 4:19
2. "Astair" - 2:58
3. "Sweet Thursday" - 4:31
4. "Sunshine" - 2:36
5. "These Arms" - 4:10
6. "Ballad of Miss Kate" - 4:30
7. "Sweet Rose" - 2:39
8. "Songs We Sing" - 3:10
9. "Yellow Taxi" - 3:41
10. "I Tried" - 2:43
11. "Behind The Moon" - 3:35
12. "Oh Dear" - 2:12
13. "Wash Away" - 3:55

### Faixas Bônus
1. "Lullaby" (Versão europeia) - 2:38
2. "Gloomy" (iTunes) - 1:32